# Поттер-Лейк (Вісконсин)
Поттер-Лейк (англ. Potter Lake) — переписна місцевість (CDP) в США, в окрузі Волворт штату Вісконсин. Населення — 1117 осіб (2020).

## Географія
Поттер-Лейк розташований за координатами 42°48′49″ пн. ш. 88°20′36″ зх. д. / 42.81361° пн. ш. 88.34333° зх. д. (42.813620, -88.343370).  За даними Бюро перепису населення США в 2010 році переписна місцевість мала площу 3,35 км², з яких 2,72 км² — суходіл та 0,63 км² — водойми.

## Демографія
Згідно з переписом 2010 року, у переписній місцевості мешкало 1107 осіб у 440 домогосподарствах у складі 327 родин. Густота населення становила 330 осіб/км².  Було 493 помешкання (147/км²).
Расовий склад населення:
| - 96,9 % — білих - 0,6 % — азіатів - 0,4 % — корінних американців - 0,4 % — чорних або афроамериканців - 0,1 % — вихідців з тихоокеанських островів |

До двох чи більше рас належало 1,4 %. Частка іспаномовних становила 1,7 % від усіх жителів.
За віковим діапазоном населення розподілялося таким чином: 22,5 % — особи молодші 18 років, 64,9 % — особи у віці 18—64 років, 12,6 % — особи у віці 65 років та старші. Медіана віку мешканця становила 42,9 року. На 100 осіб жіночої статі у переписній місцевості припадало 105,4 чоловіків;  на 100 жінок у віці від 18 років та старших — 108,8 чоловіків також старших 18 років.
Середній дохід на одне домашнє господарство  становив 77 962 долари США (медіана — 62 330), а середній дохід на одну сім'ю — 89 549 доларів (медіана — 66 000). Медіана доходів становила 55 556 доларів для чоловіків та 37 208 доларів для жінок. За межею бідності перебувало 0,9 % осіб, у тому числі 0,0 % дітей у віці до 18 років та 0,0 % осіб у віці 65 років та старших.
Цивільне працевлаштоване населення становило 691 особа. Основні галузі зайнятості: освіта, охорона здоров'я та соціальна допомога — 25,8 %, виробництво — 20,4 %, роздрібна торгівля — 13,6 %, мистецтво, розваги та відпочинок — 12,9 %.